# Feuerwehr Minden
Die Feuerwehr der Stadt Minden wurde im Jahr 1872 gegründet. Sie setzt sich heute aus insgesamt 14 Einheiten der Freiwilligen Feuerwehr und der Berufsfeuerwehr mit einer Feuer- und Rettungswache zusammen.
Sie ist als öffentliche Feuerwehr für den Brand- und Katastrophenschutz der 101 km2 großen Stadt Minden mit ihren rund 85.000 Einwohnern verantwortlich. Die hauptamtlichen und ehrenamtlichen Angehörigen der Feuerwehr bearbeiten mit ihren 87 Fahrzeugen rund 13.000 Einsätze jährlich.

## Geschichte
Die Feuerwehr der Stadt Minden wurde als Freiwillige Feuerwehr im Jahr 1872 gegründet. Ein erstes Feuerwehrhaus befand sich an der Brüderstraße / Alte Kirchstraße, also mitten in der Oberstadt. Ein weiteres Feuerwehrhaus musste für die im Jahr 1910 beschaffte Magirus-Drehturmleiter im Stadthaus, also in der Unterstadt errichtet werden. Anschließend wurde ein weiteres großzügig bemessenes Feuerwehrhaus am Königsplatz gebaut.
Am 8. April 1945 erhielt der damalige Wehrführer Jäger den Befehl von der britischen Militärregierung, eine ständig besetzte Feuerwache mit 30 bis 40 Mann Stärke aufzustellen. Seit diesem Zeitpunkt übernimmt die Feuerwehr Minden auch die Aufgaben des Rettungsdienstes und des Krankentransports. Neben der Tätigkeit in den verschiedenen Werkstätten (Funkwerkstatt, Kfz-Werkstatt, Atemschutzwerkstatt) wurde die Nachrichten- und Alarmzentrale durch die hauptamtlichen Kräfte besetzt. Von hier aus erfolgte dann neben der Notrufannahme auch die Alarmierung der Freiwilligen Feuerwehr.

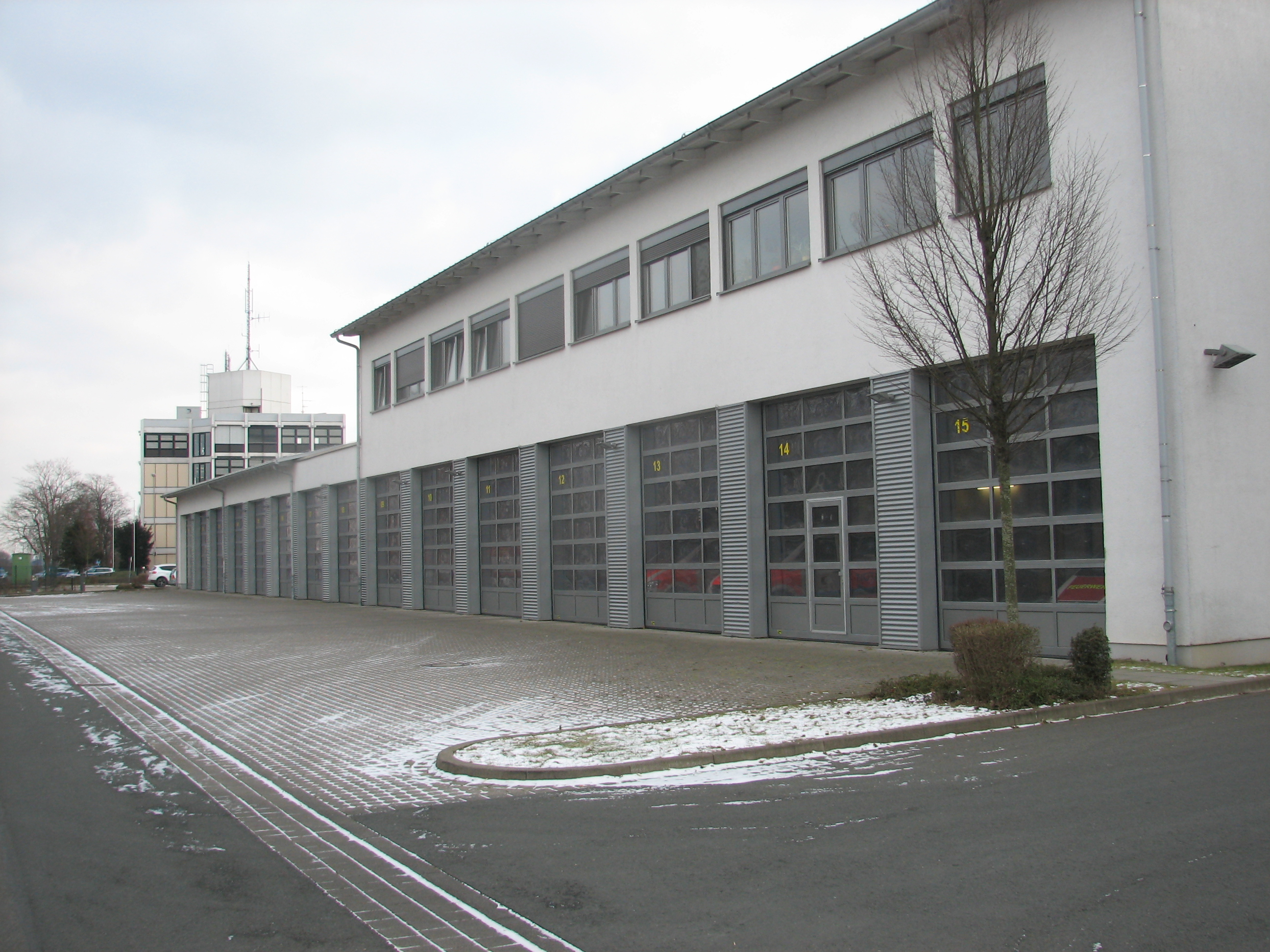
Die Fahrzeughalle des Löschzuges der Berufsfeuerwehr

In der ehemaligen Artilleriekaserne befindet sich ab 1957 das nächste Feuerwehrhaus, hier schon mit Schlauchturm. Am 26. November 1971 wurde die Feuerwache an der Marienstraße eingeweiht. Hier fanden ab 1998 weitere Erweiterungen bis zum heutigen Zustand statt.
Am 1. Juni 2021 wurde der langjährige Chef der Mindener Feuerwehr, Heino Nordmeyer, durch Tim Upheber abgelöst. Nordmeyer war 38 Jahre bei der Feuerwehr im Dienst.

## Berufsfeuerwehr und Rettungsdienst
Im Jahr 1990 wurde aus der hauptamtlichen Wache der Freiwilligen Feuerwehr Minden die Berufsfeuerwehr Minden. Gemäß dem Gesetz über den Brandschutz, die Hilfeleistung und den Katastrophenschutz im Land NRW (BHKG) ist seit diesem Zeitpunkt unter anderem der Leiter der Berufsfeuerwehr auch Wehrleiter der Freiwilligen Feuerwehr.
Die Feuer- und Rettungswache der Stadt Minden liegt an der Marienstraße, direkt am Mittellandkanal. Der 1971 bezogene, und 2004 erweiterte und renovierte Gebäudekomplex ist durch den hohen Schlauchturm weithin sichtbar und beherbergt neben der Berufsfeuerwehr die Leitstelle des Kreises Minden-Lübbecke, den Löschzug Stadtmitte der Freiwilligen Feuerwehr, einige Reserve- und Spezialfahrzeuge sowie die Verwaltung der Freiwilligen Feuerwehr und der Berufsfeuerwehr.
Neben der Tätigkeit in den verschiedenen Werkstätten (Funkwerkstatt, Kfz-Werkstatt, Atemschutzwerkstatt) wurde die Nachrichten- und Alarmzentrale durch die hauptamtlichen Kräfte besetzt. Von hier aus erfolgte dann neben der Notrufannahme auch die Alarmierung der Freiwilligen Feuerwehr.
| Einsatzfahrzeuge Berufsfeuerwehr                            |
| 1 Einsatzleitwagen – ELW 1 (1/0/0:1)(Führungsdienst)        |
| 1 Hilfeleistungslöschfahrzeug – HLF 20 (1/1/2:4)            |
| 1 Drehleiter – DLA(K) 23/12 (0/1/1/:2)                      |
| 1 TLF 4000 (oder anderes Sonderfahrzeug / WLF) (0/1/1:2)    |
| 1 Notarzteinsatzfahrzeug – NEF (24h Einsatzbereitschaft)    |
| 1 Notarzteinsatzfahrzeug – NEF (Werktags 07:30 – 16:00 Uhr) |
| 3 Rettungswagen – RTW (24h Einsatzbereitschaft)             |
| 1 Krankentransportwagen – KTW (Mo – Fr 07:30 – 18:30 Uhr)   |
| 1 Krankentransportwagen – KTW (24h Einsatzbereitschaft)     |

Die Berufsfeuerwehr übernimmt im Wesentlichen die primären Einsätze der Feuerwehr und des Rettungsdienstes für das Stadtgebiet Minden. Kleinsteinsätze (Containerbrände, Pkw-Brände etc.) werden größtenteils durch die Berufsfeuerwehr abgewickelt, bei größeren Schadensfällen (z. B. Wohnungs- und Zimmerbrände) werden zusätzlich die Einsatzkräfte der Freiwilligen Feuerwehr alarmiert. Eine Alarmierung der Freiwilligen Feuerwehr erfolgt unter anderem auch bei Auslösung von Brandmeldeanlagen in Altenheimen, Kliniken oder bestimmten Industrieanlagen.

## Freiwillige Feuerwehr
Im Jahr 1990 wurde aus der Freiwilligen Feuerwehr mit ehren- und hauptamtlichen Kräften eine reine Freiwillige Feuerwehr mit nur ehrenamtlichen Kräften. Da zeitgleich die Berufsfeuerwehr gegründet wurde, übernahm gemäß Feuerschutz- und Hilfeleistungsgesetz NRW der Leiter der Berufsfeuerwehr auch die Aufgaben des Leiters der Freiwilligen Feuerwehr. Dennoch erfolgt auch noch heute die gesamte Personalverwaltung der Freiwilligen Feuerwehr rein ehrenamtlich.
Zur Vertretung der ehrenamtlichen Angehörigen der Feuerwehr, wählen die Löschgruppen- und Zugführer aus ihren Reihen den Sprecher der Feuerwehr. Dieser vertritt die Belange der Freiwilligen Feuerwehr gegenüber dem Leiter der Feuerwehr.
Auf Grundlage des Brandschutzbedarfsplanes wird das Schutzziel 1 im Stadtgebiet der Stadt Minden gemeinsam mit der Staffel (sieben Feuerwehrangehörige im 24h-Dienst des Löschzugs) der Berufsfeuerwehr erreicht. Das Schutzziel 2 wird ausschließlich durch die Freiwillige Feuerwehr dargestellt.
Die Freiwillige Feuerwehr Minden besteht aus fünf Brandabschnitten, die sich wie folgt gliedern:

### Gliederung der Einheiten der Freiwilligen Feuerwehr
- Brandabschnitt Mitte
  - Löschzug Stadtmitte[6] (Löschgruppe Stadtmitte 1 und Löschgruppe Stadtmitte 2)
  - Löschgruppe Hahlen[7]
  - Versorgungsgruppe

- Brandabschnitt Nord
  - Löschgruppe Stemmer[8] Besetzung des ELW 2 (Fahrzeug des Kreises mit zusätzlichen Personal der Leitstelle)
  - Löschgruppe Kutenhausen[9]
  - Löschgruppe Todtenhausen[10]

- Brandabschnitt Ost 1
  - Löschgruppe Leteln[11]
  - Löschgruppe Aminghausen[12]
  - Löschgruppe Päpinghausen[13]

- Brandabschnitt Ost 2

- - Löschgruppe Meißen[14]

- Brandabschnitt Süd
  - Löschgruppe Bölhorst[15]
  - Löschgruppe Häverstädt[16]
  - Löschgruppe Dützen[17]
  - Löschgruppe Haddenhausen[18]

Die Organisationsstruktur ist im Organigramm dargestellt.
Derzeit befindet die Freiwillige Feuerwehr sich in der Umsetzung des Konzeptes 2020. Dies beinhaltet die Reduktion von Standorten der Freiwilligen Feuerwehr, einhergehend mit einem Fahrzeugbeschaffungskonzept zur Stärkung der Einheiten der Freiwilligen Feuerwehr. Im Jahr 2014 fand eine Überarbeitung des Brandschutzbedarfsplans der Stadt Minden statt.

### Fahrzeugübersicht
Die Einheiten sind heute mit folgenden Fahrzeugen ausgestattet:
| Kennnummer | Einheit             | Einsatzfahrzeuge                         | Sonstiges                                                                    |
| ---------- | ------------------- | ---------------------------------------- | ---------------------------------------------------------------------------- |
| 1601       | Stadtmitte          | HLF 20, DLK 23/12, HLF 10, TLF 4000, MTF | Besetzung von Sonderfahrzeugen nach AAO, zum Beispiel: WLF, GW-Logistik etc. |
| 1602       | Hahlen              | LF 10, TLF 3000, MTF, MTF                | Redundanz für den Löschzug Stadtmitte, Aufbau und Betrieb des AB-V-Dekon     |
| 1603       | Stemmer             | LF 20 KatS, MTF                          | Besetzung des ELW 2 und des ELW 1                                            |
| 1604       | Kutenhausen         | HLF 20, MTF, TSF                         |                                                                              |
| 1605       | Todtenhausen        | LF 10/6, MTF                             | Besetzung des ELW 2                                                          |
| 1606       | Leteln              | LF 16/12, TLF 4000, MTF                  | Aufbau und Betrieb des AB-Rüst und AB-Bau                                    |
| 1607       | Aminghausen         | MLF, MTF, SW 2000                        | Aufbau und Betrieb des AB-Rüst und AB-Bau                                    |
| 1608       | Päpinghausen        | LF 20 KatS, MTF                          | Aufbau und Betrieb des AB-Rüst und AB-Bau                                    |
| 1611       | Meißen              | HLF 10, MTF                              | Besetzung Boot                                                               |
| 1612       | Bölhorst-Häverstädt | HLF 20/16, MTF 1, MTF 2                  | Besetzung ABC Fahrzeuge                                                      |
| 1614       | Dützen              | LF 10, MTF                               | Besetzung ABC-Fahrzeuge                                                      |
| 1615       | Haddenhausen        | HLF 10, MTF, RW                          | Besetzung ABC-Fahrzeuge, Feuerwehrdrohne                                     |

Die Einheiten der Freiwilligen Feuerwehr stellen mit ihren rund 450 Einsatzkräften, die 24 Stunden am Tag und 365 Tage im Jahr einsatzbereit sind, einen unverzichtbaren Bestandteil der Feuerwehr Minden dar. Gemäß der Alarm- und Ausrückeordnung (AAO) werden die Einheiten der Freiwilligen Feuerwehr zu einer Vielzahl von Einsätzen alarmiert. Darüber hinaus werden sie auch überörtlich im Rahmen der Bezirksreserve Detmold, des Massenanfalls von Verletzten usw. tätig.
Hierzu zählen in den vergangenen Jahren die folgenden Einsätze:
- 2016: Technische Hilfeleistung nach Windhose im Ortsteil Meissen
- 2015: Großbrand ehemalige Bahnhofskaserne, Bombenentschärfung
- 2014: Sturmschäden Stadt Mühlheim, Einsatz der DLK und von zwei RW 1 über einen Zeitraum von drei Tagen.
- 2013: Elbhochwasser Stadt Tangermünde, Einsatz von ca. 15 versch. Fahrzeugen über einen Zeitraum von zehn Tagen mit einer Stärke von bis zu 80 Einsatzkräften.
- 2013: Elbhochwasser Stadt Schönebeck, Einsatz des ELW 2 im Rahmen der Bezirksreserve über fünf Tage.
- 2012: Moorbrand an der deutsch-niederländischen Grenze, Einsatz des ELW 2 im Rahmen der Bezirksreserve für drei Tage.

## Jugendfeuerwehr
Die Jugendfeuerwehr Minden besteht aus acht Jugendgruppen. Die Jugendfeuerwehr ist ein unverzichtbarer Bestandteil der Feuerwehr Minden geworden, denn nur durch diese nachhaltige Jugendarbeit ist es möglich, die Nachwuchskräfte für die Freiwillige Feuerwehr zu gewinnen.
| Gruppe       | Einzugsbereich                                            |
| ------------ | --------------------------------------------------------- |
| Stadtmitte   | Stadtmitte, Nordstadt, Minderheide, Kuhlenkamp, Rodenbeck |
| Hahlen       | Hahlen                                                    |
| Nord         | Stemmer, Kutenhausen, Todtenhausen                        |
| Ost 1        | Leteln, Aminghausen, Päpinghausen                         |
| Meißen       | Rechtes Weserufer, Dankersen, Meissen                     |
| Bölhorst     | Bölhorst, Häverstädt                                      |
| Dützen       | Dützen                                                    |
| Haddenhausen | Haddenhausen                                              |

In den Jugendgruppen üben derzeit ca. 145 Jugendliche ehrenamtlichen Dienst aus.

## Kinderfeuerwehr
Die Kinderfeuerwehr Minden befindet sich derzeit im Aufbau und ist im Jahr 2017 mit einer Gruppe von etwa 30 Kindern im Alter von 6 bis 10 Jahren gestartet. Seit September 2020 gibt es zwei Kinderfeuerwehrgruppen mit jeweils 30 Mitgliedern. Die „Blaulichtbande“ für die Brandabschnitte Nord und Mitte trifft sich in der Feuerwache der Löschgruppe Stadtmitte und die „Löschhelden“ für die östlichen Brandabschnitte und den Brandabschnitt Süd, welche sich im Feuerwehrhaus der Löschgruppe RW/Dankersen trifft. Zu den Aktivitäten der Kinderfeuerwehr gehören neben Brandschutz-, Verkehrs- und Gesundheitserziehung auch Besuche von Feuerwehren und Museen. Im März 2021 wurde speziell für die Kinderfeuerwehr ein MTF beschafft.

## Werkfeuerwehr
Die in Minden ansässige Firma Siegfried betreibt eine eigene Werkfeuerwehr. Unter anderem besitzt die Werkfeuerwehr einen Teleskopmast 32.

## Größere Einsätze (Auswahl)
| Datum      | Name                                                       | Beschreibung                                                  | Besonderheiten |
| ---------- | ---------------------------------------------------------- | ------------------------------------------------------------- | --- |
| 31.08.2005 | Großbrand einer Lackfabrik in Espelkamp                    | Brand der gesamten Lager- und Produktionsfläche               | Einsatz der Feuerwehren Espelkamp, Georgsmarienhütte, Lübbecke, Minden, Osnabrück, Rahden, Stemwede                       |
| 01.07.2011 | Großbrand bei Tönsmeier                                    | Brand von Kunststoffballen                                    | Einsatz von Hubschraubern von der Heeresfliegerschule Achum                                                               |
| 19.11.2014 | Massenanfall von Verletzten (MANV) in der Obermarktpassage | MANV mit etwas mehr als 40 Verletzten                         | |
| 18.02.2015 | Bombenfund an der Schachtschleuse                          | Entschärfung einer 1000 Kilogramm Bombe                       | Evakuierung der Bevölkerung in einem Umkreis von 1 km                                                                     |
| 10.08.2015 | Dachstuhlbrand an der Bahnhofskaserne                      | Vollbrand des Dachstuhles der Bahnhofskaserne Minden          | Während eines zeitgleich stattfindenden Unwetters schlug ein Blitz unweit eines Löschfahrzeuges ein. Es wurde beschädigt. |
| 22.05.2016 | Windhose in Minden                                         | Unwetter mit abgedeckten Dächern und umgestürzten Bäumen      | |
| 11.07.2017 | Explosion am Hafen Hahlen                                  | Explosion einer Yacht mit mehreren verletzten Feuerwehrleuten | Insgesamt 15 verletzte Feuerwehrleute, davon 3 Schwerverletzte und 1 verletzter Polizist                                  |

## Kreisleitstelle Minden-Lübbecke
Die Kreisleitstelle Minden-Lübbecke ist eine integrierte Leitstelle, die das gesamte Spektrum der nichtpolizeilichen Gefahrenabwehr bearbeitet, also eine Vereinigung von Feuerwehr-, Rettungsdienst- und Katastrophenschutzleitstelle. Es werden von hier aus alle Einsätze der Feuerwehren, des Rettungsdienstes und des qualifizierten Krankentransportes für den Kreis Minden-Lübbecke koordiniert. Weiterhin werden von der Leitstelle auch Einheiten des Technischen Hilfswerkes (THW) oder die gemeinnützigen Hilfsorganisationen DRK, JUH und MHD alarmiert. Die Kreisleitstelle wird seit dem 1. Januar 2018 durch den Kreis Minden-Lübbecke betrieben und ist seitdem Mieter in den Räumen der Stadt Minden und nicht mehr Bestandteil der Feuerwehr Minden. Die Kreisleitstelle bezog im Juni 2022 ihre neuen Räumlichkeiten im Feuerwehrtechnischen Zentrum in Hille.